# Inelele lui Uranus

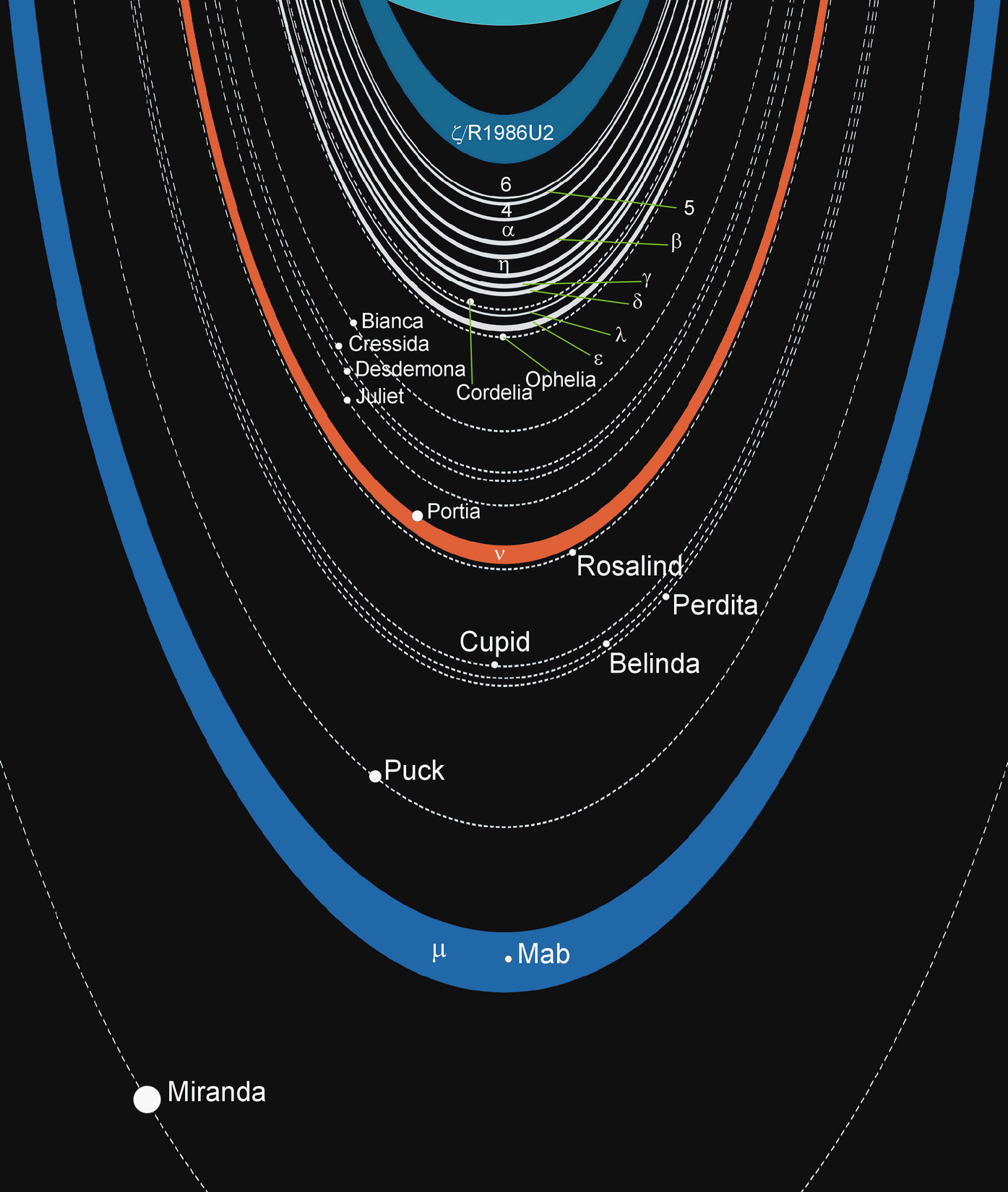
Inelele lui Uranus (reprezentare artistică)

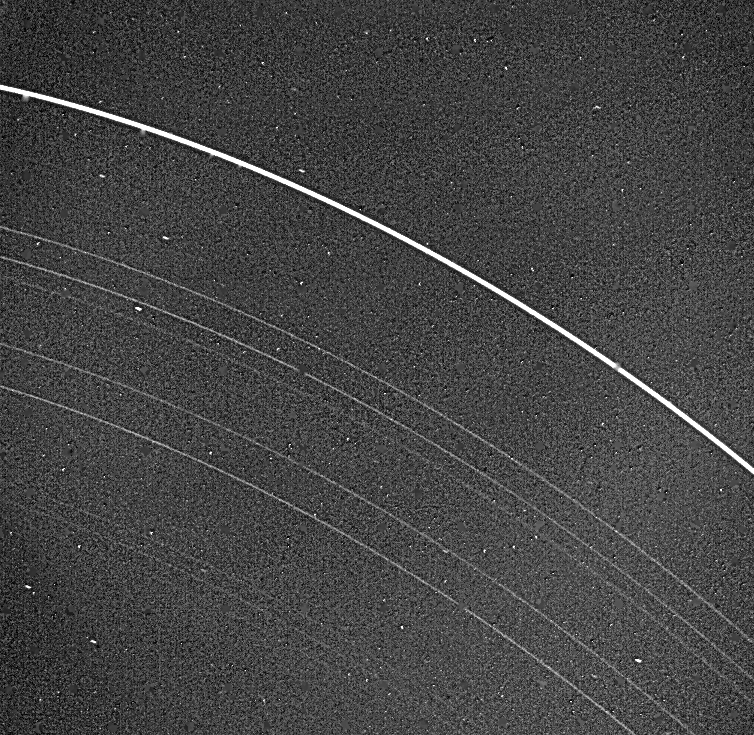
Voyager 2 a fotografiat inelele lui Uranus, pe 22 ianuarie 1986, de la o distanță de 2,52 milioane km. Nouă inele sunt vizibile în această imagine, la o expunere de 15 secunde, printr-un filtru clar.

Planeta Uranus are un sistem de inele intermediare mai complex decât cel al planetei Saturn si mai simplu decât sistemul de inele din jurul planetelor Jupiter și Neptun.
Inelele lui Uranus au fost descoperite pe 10 martie 1977, de James L. Elliot, Edward W. Dunham și Douglas J. Mink. Mai mult de 200 ani în urmă, William Herschel a raportat că a observat inele, dar astronomii moderni au fost sceptici înainte de observațiile moderne. Două inele adiționale au fost descoperite de Voyager 2 în 1986, iar alte două în 2003 – 2005 cu telescopul spațial Hubble.